# Beauty Soldier Soul Guardian Again - One Winged New Warrior
Beauty Soldier Soul Guardian Again - One Winged New Warrior (美少女戦騎ソウルガーディアンAGAIN 片翼だけの新戦士) es una película japonesa, del 27 de julio de 2007, producida por Zen Pictures. Es una película del género tokusatsu, de acción y aventuras, con artes marciales, dirigido por Naoki Otsuka, y protagonizada por Ayaka Tsuji, Kae Yamaura, Manami Tsuji. 
El idioma es en japonés, pero también está disponible con subtítulos en inglés, en DVD o descargable por internet.

## Saga de Beautiful Soldier Soul Guardian
- Beautiful Soldier Soul Gurdian (2005)
- Beautiful Soldier Soul Gurdian 2 (2005)
- Beauty Soldier Soul Guardian Again - One Winged New Warrior (2007)
- Beauty Soldier Soul Guardian Again - Flying to the Grand Finale (2007)

## Argumento
Suwa Shinobu es una guapa chica que una vez luchó bajo el apodo de "Soul Guardian" con su compañera y mejor amiga Tenon Kai. Sin embargo ahora ella se siente sola y triste porque Kai se traslada a un Instituto de secundaria lejano.
"Sun Disk" dotó de poderes especiales a ambas chicas. Ahora Sun Disk avisa a Shinobu de que otro demonio va a surgir dentro de poco, pero Shinobu no quiere volver a luchar a no ser que sea con su antigua y única compañera Tenon Kai, pero una nueva Soul Guardian novata llamada Mai Izumo, se presenta. Mai pronto reprocha amargamente a Shinobu como la trata, por su actitud de mando, y decide dejarla y luchar por su cuenta.
Aunque Mai todavía no tiene experiencia como luchadora, ella se transforma en Soul Guardian para luchar contra Akatsuki, hermana de Oboro a quien Shinobu había derrotado. Mai es golpeada y atrapada como prisionera. Akatsuki tortura a Mai para que se alie con Getsuna, reina del ultramundo, pero ella se niega. 
Cuando Shinobu se entera de que Mai ha sido atrapada, decide ir en su busca para salvarla.